# Xã Greenbush, Quận Clinton, Michigan
Xã Greenbush (tiếng Anh: Greenbush Township) là một xã thuộc quận Clinton, tiểu bang Michigan, Hoa Kỳ. Năm 2010, dân số của xã này là 2.199 người.